# Sidney (Arkansas)
Sidney è un comune degli Stati Uniti d'America, situato in Arkansas, nella contea di Sharp.